# O Trovador Solitário
O Trovador Solitário é um álbum do cantor e compositor brasileiro Renato Russo lançado em 13 de julho de 2008 de modo a coincidir com o Dia Mundial do Rock. O disco foi criado a partir de fitas cassete gravadas por Renato durante sua fase de "Trovador Solitário", na qual se apresentava sozinho com seu violão em um breve período no início dos anos 1980 entre o fim do Aborto Elétrico e a fundação da Legião Urbana.
Foi lançado pelo selo independente Discobertas e distribuído pela Coqueiro Verde e não pela gravadora EMI, pela qual foram lançados todos os discos de Renato (inclusive alguns póstumos) e da Legião Urbana.

## Antecedentes, curadoria e conteúdo
Cópias de algumas das fitas que Renato gravou foram dadas por ele a amigos. A partir delas, versões de má qualidade foram criadas e disponibilizadas na internet para download. O material era informalmente batizado de "Rádio Brasília".
Mais tarde, em fevereiro de 2004, o pai de Renato Russo, homônimo ao filho, morreu aos 80 anos de idade após complicações em uma cirurgia. Na época, o jornalista e produtor Marcelo Froés (fundador do Discobertas) convidou a irmã de Renato, Carmem Teresa, para cantar uma versão de "Rocky Raccoon" com a Banda Tantra para o Álbum Branco (um tributo ao The White Album dos The Beatles).
Depois desse encontro, ela cedeu a ele um conjunto de fitas cassete com gravações de Renato tocando em casa com seu violão. Todas foram gravadas em 1982 na casa da família de Renato em Brasília (mais precisamente em seu quarto), exceto "Que País É Este", gravada no mesmo local, porém em 1978; e "Summertime", gravada ao vivo no verão de Brasília em 1985 (o encarte informou erroneamente que o ano era 1984). As fitas foram encontradas no próprio imóvel.
Como as gravações eram rudimentares e realizadas em locais e momentos diversos, foi necessário um trabalho de recuperação do som, realizado pelo masterizador Ricardo Garcia, para eliminar ruídos.

### Capa
A capa do disco traz uma foto de Renato Russo quando criança vestindo um macacão xadrez. O encarte vem com palavras, rabiscos e frases do músico, além de mais fotos de sua infância.

### "Summertime"
A única canção que traz qualquer outra pessoa além do próprio Renato, e também a única ao vivo, é o encerramento "Summertime", que tem participação da cantora e pianista Cida Moreira. Segundo Cida, ela faria um show após uma apresentação da Legião Urbana (que estava em turnê para divulgação de seu disco de estreia) e, antes, dividiu o palco com Renato para tocar três canções: "Die Moritat von Mackie e Messer", de Bertolt Brecht; uma que ela não se lembra mais e "Summertime". Esta última foi gravada pelo técnico de som e ela guardou a fita desde então.
Zélia Duncan estava na plateia do show e sabia da fita. Ela informou a Marcelo sobre o material e este procurou Cida para pedir a gravação. Com autorização do filho de Renato, ela entregou o material a Marcelo e ele pôde ser publicado no disco.

## Lista de faixas
Todas as faixas escritas e compostas por Renato Russo, exceto "Veraneio Vascaína", coescrita por Flávio Lemos; e "Summertime", escrita por George Gershwin. 
| N.º            | Título                                      | Duração |  |
| 1.             | "Dado Viciado"                              | 2:10    |  |
| 2.             | "Eduardo e Mônica"                          | 4:32    |  |
| 3.             | "Eu Sei"                                    | 2:00    |  |
| 4.             | "Geração Coca-Cola"                         | 1:35    |  |
| 5.             | "Faroeste Caboclo"                          | 8:19    |  |
| 6.             | "Boomerang Blues"                           | 3:32    |  |
| 7.             | "Anúncio de Refrigerante"                   | 1:58    |  |
| 8.             | "Marcianos Invadem a Terra"                 | 2:14    |  |
| 9.             | "Veraneio Vascaína"                         | 2:13    |  |
| 10.            | "Que País É Este"                           | 2:08    |  |
| 11.            | "Summertime" (participação de Cida Moreira) | 3:54    |  |
| Duração total: | Duração total:                              | 34:35   |  |